# 일본의 방송
이 문서는 일본의 방송에 관하여 서술한 내용이다.

## 역사
1926년에 일본방송협회에서 설립되면서 라디오 방송을 시작하였다. 1945년에 제2차 세계대전 종전 패망하여, 1950년대에 최초의 민영방송을 시작되고, 1953년 2월에 최초의 텔레비전 방송을 시작하였다. 일본의 부흥 고도경제성장 시대를 맞아, 각 지역에서 도도부현 민영방송국을 많이 늘어났고, 연달아 개국하였다.

## 현재 일본의 방송국 현황
- 일본 방송 협회
- 닛폰 TV 방송망, YTV (NNN)
- 도쿄 방송, MBS (JNN)
- 후지 TV, KTV,   도카이 TV (FNN)
- TV 아사히, ABC (ANN)
- TV도쿄, TV오사카 (TXN)
- TOKYO MX
- 분카 방송
- 닛폰 방송
- TBS 라디오 & 커뮤니케이션즈
- FM인터웨이브
- FM도쿄
- J-WAVE

## 같이 보기
- 원세그
- 방송